# فامیل دور
فامیل دور نام عروسکی از مجموعه کلاه قرمزی است که از مجموعه تلویزیونی کلاه قرمزی ۹۰، در تمام فصل های این مجموعه حضور داشته‌است. ایرج طهماسب و حمید جبلی پدیدآورندگان و مرضیه محبوب سازنده عروسک است. این عروسک به‌سرعت توانست با مخاطبان و علاقه‌مندان مجموعه‌های کلاه‌قرمزی ارتباط برقرار کند به‌طوری‌که خیلی زود به پرطرفدارترین و محبوب‌ترین شخصیت این مجموعه تبدیل شد. این محبوبیت چنان گسترش یافت که در سال ۱۳۹۲ کارزار سیاسی برای دعوت از فامیل دور برای شرکت در یازدهمین دوره انتخابات ریاست جمهوری ایران در فیسبوک تشکیل شد.

## تاریخچه
فامیل دور اولین بار در اولین قسمت از کلاه‌قرمزی ۹۰ هنگام خانه‌تکانی شخصیت‌های اصلی برنامه و آقای مجری، از زیر فرش پیدایش شد که در حال استراحت بود و فرش را به روی خود کشیده بود در حالی که کلاه فرم سبزرنگ نگه‌بانی بر سر داشت. معرف او در این صحنه پسرعمه زا بود و این پسرعمه زا بود که او را به منزل آقای مجری دعوت کرده بود. او که به تازگی از شهری به نام دور آمده بود این‌طور توضیح داد که در دور فرش را به عنوان لحاف به روی خود می‌کشند.
فامیل دور از بچگی در کار در بوده و به دربانی یا به تعبیر خودش مراقبت از در می‌پردازد. او که شخصیتی ترسو دارد تا کسی می‌خواهد چیزی به او بگوید به صورتی مضطرب می‌پرسد «چی شده؟» او خود می‌گوید که از بچگی و از زمانی که برای اولین بار در کنار دری ایستاده بود آرزویش این بود که یک روز در کارِ در استخدام شود و به همین دلیل هم بوده که همهٔ عمر تا پیش از آمدن از دور به برنامه به صورت افتخاری پای درها می‌ایستاده در حالی که کسی او را استخدام نکرده بود. او بی‌سواد است و نه دیکته می‌داند و نه ریاضیات و برای شمردن و محاسبه عبارات را به رابطهٔ عبور آدم‌ها از درها بدل می‌کند و به این طریق است که می‌تواند نتیجهٔ محاسبات را بیابد. در نهایت وقتی که آقای مجری از او امتحان حساب می‌گیرد و او در آن به سبک خودش قبول می‌شود اجازه می‌یابد که در برنامه بماند.
فامیل دور که تا پیش از آمدن از دور عیدی نگرفته بود و تنها در فیلم‌هایی که در «شبکهٔ دور»، شبکهٔ محلی خودشان، دیده بود و از بچگی آرزویش بوده که کسی به او عیدی بدهد، اولین عیدی را در همین برنامه است که از نزدیک می‌بیند و برای اولین بار عیدی می‌گیرد. اما این عیدی که شیرینی بود برخلاف تصور او بود که فکر می‌کرد عیدی‌اش چیزی باارزش‌تر است و در نتیجه افسوس می‌خورد برای عمری که در خیال باطل گرفتن عیدی گذرانده.
به مرور زمان با کاهش نقش‌آفرینی کلاه‌قرمزی، پسرخاله، پسرعمه زا و آقوی هم ساده در مجموعهٔ کلاه‌قرمزی و پررنگ‌شدن نقش فامیل دور، این شخصیت توانست بار اصلی نقش‌آفرینی سایر عروسک‌ها را بر عهده بگیرد.

## جملات معروف
▪ که با این در اگر در بند درمانند، درمانند
▪ راه رفتنی رو باید رفت، در بستنی رو باید بست
▪ "نخوردیم نون گندم، دیدیم که دست مردم"
▪ توی زندگیتون هیچ وقت با یه خر درد و دل نکنید!
▪ الان من چجوریم

## باورها، عقاید و فلسفهٔ زندگی
فامیل دور معتقد است هیچ موضوعی در دنیا یافت نمی‌شود که «در» نداشته باشد. به همین دلیل معتقد است در هر کاری باید از درش وارد شد. او در کل نگاهی عمیق به در و متعلقات آن دارد و در موردش تحقیق کرده و به درهای مختلفی فکر می‌کند و برای هر کدام فلسفه‌بافی‌های خاص خود را دارد.
او معتقد است از در بسته دزد رد می‌شود ولی از درِ باز رد نمی‌شود. به باور فامیل دور وقتی دری باز باشد دزد گمان می‌برد که کسی درون خانه است و در نتیجه نمی‌آید داخل ولی وقتی دری بسته باشد فکر می‌کند کسی نیست و چیزهای خوبی آن توست که باید برود به سراغشان. به همین دلیل هم هست که کسی به در باز نمی‌کوبد بلکه همه به درِ بسته می‌کوبند. او پسته را مثال می‌آورد که برای این‌که بدانیم درون در بسته‌اش چیست درش را می‌شکنیم. او دل آدم را هم همانند پسته می‌داند. بر این پایه است که او معتقد است دل‌هایی هستند که درشان باز است و می‌دانی درونشان چیست ولی دل‌هایی هم هستند که درشان بسته‌است و صاحبان آن دل‌ها آن‌قدر بسته نگاهشان می‌دارند تا بالآخره مجبور می‌شوند یک روز آن را بشکنند. او راهِ باز کردن درِ دل آدم را درد دل می‌داند.
او در مورد انتخاب عیدی معتقد است که باید عیدی درست را انتخاب کرد چون اگر عیدی اشتباه انتخاب شود تمام زندگی شخص «خط‌خطی» خواهد شد. در نتیجه انتخاب عیدی را کاری خطیر و نیازمند تمرکز می‌داند.
فامیل دور برای مفهوم دور سه گونه قائل است: دوری که دست به آن نمی‌رسد، دوری که چشم به آن نمی‌رسد، دوری که فکر هم به آن نمی‌رسد.

## روابط
در
فامیل دور علاقهٔ زیادی به در دارد و این‌طور که خود می‌گوید از بچگی در کار در بوده و دربانی یا به تعبیر خودش مراقبت از در. او خود می‌گوید که از بچگی از اولین دری که در کنارش ایستاده بود آرزویش این بود که یک روز در «کارِ در» استخدام شود به همین دلیل هم بوده که همهٔ عمر تا پیش از آمدن از دور به برنامه به صورت افتخاری پای درها می‌ایستاده در حالی که کسی او را استخدام نکرده بود. علاقه و دل‌بستگی او به در چنان است که برای محاسبهٔ چیزها و حتی فهمیدن مفاهیم آن‌ها را به رابطهٔ میان درها و انسان‌ها و عبور از درها تفسیر می‌کند تا بتواند متوجهشان شود.
با این وجود رابطهٔ فامیل دور با در نشانه‌هایی از شرطی‌شدن کلاسیک را هم در خودش دارد به‌طوری‌که تا صدای تقه‌ای بر چیزی را می‌شنود تصور می‌کند که دری به صدا درآمده و در نتیجه «باید» به آن جواب داد. در این برنامه مشخص نمی‌شود که او به دلیل شرطی‌شدن است که به در علاقه دارد یا نه، به دلیل علاقه به در است که شرطی شده.
با این وجود و با وجود این حد از علاقه به در، رابطهٔ فامیل دور با در رابطه‌ای صرفاً محبت‌آمیز نیست. در بخش‌هایی از داستان از او رفتارهایی دیده می‌شود که نشان می‌دهد او به این پیشه چندان هم مفتخر نیست به‌طوری‌که وقتی در کلاه‌قرمزی ۹۳ می‌بیند که پسرش، بچهٔ فامیل دور نیز به تقلید از او واکنشی شرطی‌شده نسبت به صدای کوبش در از خودش نشان می‌دهد از کوره در می‌رود و می‌گوید همهٔ عمر پای در نایستادم که بچه‌ام هم پای در بایستد.
دور
پسرعمه زا
معرف فامیل دور به داستان برنامه پسرعمه زاست که اولین بار در اولین قسمت از کلاه‌قرمزی ۹۰ او را به صورت سرخود به عنوان مهمان به برنامه دعوت کرد در حالی که هنوز چند روز به عید مانده بود. با این وجود نسبت پسرعمه زا با فامیل دور مشخص نمی‌شود و نمی‌دانیم که آن‌ها با یکدیگر خویشاوندانند، یا دوست، یا این‌که پسرعمه زا او را از خیابان یافته و به برنامه آورده.
ببعیاو را بَرَه خطاب می‌کند. فرزندخوانده، پسر بزرگ.

## عوامل
- طراح عروسک: مرضیه محبوب
- عروسک‌گردان: محمد لقمانیان
- صداپیشه: بهادر مالکی

## ویژگی‌های شخصیت
- شخصیتی ترسو دارد که زود مضطرب می‌شود و مضطربانه می‌گوید «چی شده؟»[۳]
- این شخصیت به «در» بازماندن یا به صدا درآمدنش حساسیت خاصی دارد.
- وقتی کسی ادای او را درمی‌آورد خوشحال می‌شود و استقبال می‌کند و در کل دوست دارد که ادایش را دربیاورند.[۸] و علاقه دارد که بداند از نظر دیگران چه‌طوری است: «من الآن چی‌جوری‌ام؟»
- شخصیت فامیل دور از «دور» آمده‌است که شهر خانوادگی اوست.
- حرف «ل» را «ر» تلفظ می‌کند، مانند: سلام =>سرام، الآن=>اران، لالا لالا=>رارا رارا، بله=>بره و… (به جز: فامیل دور)
- با بیدارکردنش با زدن به شانه‌اش مشکل دارد و این کار او را هراسان می‌کند.[۵]
- قلقلکی است.[۵]
- باغبانی بلد است و اطلاعات خوبی در مورد گل و گیاه دارد.[۱۲]
- در هنگام اجرای نمایش او با لحنی دراماتیک خود را اتلو، پدر هملت معرفی می‌کند.
- به بی‌حرمتی نسبت به «دور» حساس است و خود را مسئول مقابله با اصطلاحاتی می‌بیند نظیر: بلا به دور، احساسات منفی را از خود دور کنیم، جای دوری نمیره و…
- علاقه به بوسیدن شدید و آبدار کودکان و موجودات نرم، مثل بوسیدن ببعی و بچه
- از هر چیز تازه و شخصیت تازه‌ای، مخصوصاً حیوانات می‌ترسد ولی مدعی است که از آن‌ها خوشش نمی‌آید.[۵]
- فامیل دور نیز مانند دیگر شخصیت‌های عروسکی در مجموعهٔ کلاه‌قرمزی آقای مجری را جدی نمی‌گیرند؛ مثلاً درست زمانی که آقای مجری در حال صحبت با مخاطبان برنامه است فامیل دور زیر پای او رخت می‌شوید.[۱۳]
- از تکیه‌کلام‌های این شخصیت می‌توان به موارد زیر اشاره کرد:
  - در لحظهٔ رسیدن به کسی: «سال نو مبارک، صد سال به این سال‌ها، هر روزتان نوروز، نوروزتان پیروز»[۳]
  - شعری که وِرد زبانش است: «که با این دَر اگر در بند درمانند، درمانند» که نقیضه‌ای از مصرع «که با این درد اگر دربند درمانند، درمانند» حافظ است.
  - «من از بچگی آرزوم بوده که…».
  - هنگام ادعای آشنایی با کار یا چیزی در حالی که می‌خندد و آن چیز را کوچک و ساده می‌گیرد: «نخوردیم نون گندم، دیدیم دست مردم.»
  - در مقابل شیرین‌کاری‌های اطرافیانش: «من با وجود … افق‌های روشنی در برابر خودم می‌بینم.»
  - خطاب به ببعی و برای ساکت‌کردنش: «سیرداغ» که منظور همان کلمه «sit down» در زبان انگلیسی است.
  - وقتی اتفاقی برایش می‌افتدمی‌گوید: «ای دوره.»

## شکل ظاهری
این شخصیت سری طاس و و مو و سبیلی خرمایی‌رنگ، آشفته و سبیل و ابرویی پرپشت دارد. با وجود این تفاوت اساسی در شکل ظاهری‌اش با باقی شخصیت‌های قدیمی برنامه و حتی تفاوت جنس موهای سرش با دیگر شخصیت‌ها، اما شکل ظاهری‌اش شبیه کلاه‌قرمزی است. مرضیه محبوب عروسک‌ساز در مورد چرایی شباهت بیشتر عروسک‌های جدید مجموعهٔ کلاه‌قرمزی به کلاه‌قرمزی، حتی فامیل دور با آن سر طاس و سبیل، همهٔ آن‌ها را از یک قوم و محله می‌داند که شاید از نظر خونی نسبتی با هم نداشته باشند اما به قول پسرعمه زا آن‌ها از یک ده آمده‌اند؛ ده کلاه‌قرمزی‌آباد. جدای از تفاوت‌های ظاهری و سنی، فامیل دور در مقایسه با دیگر عروسک‌های این مجموعه یک ویژگی دیگر هم دارد و آن هم این است که گردن دارد و این به عروسک‌گردان فضایی برای چرخاندن سرش می‌دهد که در عروسک‌های پیش از او وجود نداشت. این عروسک نسبت به بقیهٔ عروسک‌های مجموعه بزرگ‌تر است البته به همین دلیل وزنش بیشتر از آن‌هاست و در نتیجه بازی‌دادنش برای عروسک‌گردان سخت‌تر است. با این حال، محمد لقمانیان، عروسک‌گردان این عروسک به محض دیدنش در جلسات تمرین برنامه احساس کرد می‌خواهد فامیل دور را بازی بدهد. در این جلسات تمرینی هر بار یا خود لقمانیان سراغ فامیل دور می‌رفت یا طهماسب می‌گفت امروز تو این عروسک را بردار تا کم‌کم دیدند این عروسک‌گردان و فامیل دور با هم جور شده‌اند و این عروسک مال او شده‌است.
مرضیه محبوب، عروسک‌ساز این مجموعه، در مورد منابع اقتباسش برای ساختن شکل ظاهری فامیل دور به این شکل تأثیر محیط زندگی و برآیند کلی جامعه را مؤثر می‌داند و سن و سال و روزگاری که این عروسک از سر گذرانده‌است. به عنوان مثال او معتقد است که این روزها حتی جوان‌ها هم موهایشان ریخته و دیدن یک جوان طاس اصلاً بعید نیست.
محمد لقمانیان، عروسک‌گردان این شخصیت که خود نیز بازیگر تئاتر است در طراحی حرکات این شخصیت سعی کرده فامیل دور را مانند یک بازیگر به حرکت در بیاورد و طوری او را بازی دهد که به اطرافش دقت داشته باشد، طبیعی رفتار کند و مثلاً گاهی سرش را بخاراند یا قولنج گردنش را بشکند و طوری روی صحنه حرکت کند که گویی تکنیک‌های بازیگری را آموخته و یک بازیگر حرفه‌ای است. او حتی برای سبیل فامیل دور هم حرکاتی را طراحی کرده‌است.
این عروسک در اسفند ۱۳۹۲ به دلیل کهنه‌شدن اسفنجش زخمی شده بود در ویژه‌برنامهٔ کلاه‌قرمزی ۹۳ با اِعمال تعمیرات به صحنه رفت.

## نقد شخصیت
با وجودی که فامیل دور از شخصیت‌های جانبیِ مجموعهٔ کلاه‌قرمزی است که در کلاه‌قرمزی ۹۰ به داستان وارد شد ولی در همان بازهٔ کوتاه به‌سرعت توانست با مخاطبان و علاقه‌مندان مجموعه‌های کلاه‌قرمزی ارتباط برقرار کند به‌طوری‌که خیلی زود به یکی از پرطرفدارترین شخصیت‌ها بدل شد و به‌سرعت گوی سبقت را از سایر عروسک‌ها ربود و به پرطرفدارترین و محبوب‌ترین شخصیت این مجموعه تبدیل شد. این محبوبیت چنان گسترش یافت که در سال ۱۳۹۲ کارزار سیاسی برای دعوت از فامیل دور به منظور شرکت در یازدهمین دوره انتخابات ریاست جمهوری ایران در فیسبوک تشکیل شد.
این محبوبیت در مورد خود عوامل تولید برنامه نیز صادق است به‌طوری‌که دنیا فنی‌زاده عروسک‌گردان همیشگی کلاه‌قرمزی نیز فامیل دور را پس از کلاه‌قرمزی بیشتر از همه دوست داشت و دلش برایش تنگ می‌شد. به گفته وی از آن‌جا که همهٔ دیالوگ‌ها به صورت فی‌البداهه است، بارها شده که هنگام عروسک‌گردانی از شنیدن حرف‌های فامیل دور خنده‌اش گرفته اما برای این که صدایش ضبط نشود جلوی خود را گرفته‌است. به عنوان مثال گاهی فامیل دور جمله‌ای را می‌گوید که همهٔ پشت صحنه شوکه می‌شوند و حسابی می‌خندند.

## پی‌نوشت
1. 1 2  نظرسنجی: انتخاب عروسک مورد علاقه.
2. 1 2  آشتیانی، چرا «فامیل دور» را به ریاست‌جمهوری می‌خوانند؟.
3. 1 2 3 4 5 6 7 8 9 10 11 12 13 14 15  طهماسب و دیگران، «قسمت اول»، کلاه‌قرمزی ۹۰.
4. 1 2  طهماسب و دیگران، «قسمت دوم»، کلاه‌قرمزی ۹۰.
5. 1 2 3 4 5  طهماسب و دیگران، «قسمت سوم»، کلاه‌قرمزی ۹۰.
6. ↑  صدفی، «نقد برنامه‌های نوروز تلویزیون»، ایسنا.
7. ↑  طوسی، «دیو و دلبر»، اعتماد، ۱۶.
8. 1 2 3  میرفندرسکی، مالکی و  بحرانی، همهٔ گروه در موفقیت این مجموعه نقش داشتند.
9. 1 2 3 4  طهماسب و دیگران، کلاه‌قرمزی ۹۱.
10. ↑  طهماسب و دیگران، کلاه‌قرمزی ۹۰.
11. ↑  طهماسب و دیگران، کلاه‌قرمزی ۹۳.
12. ↑  طهماسب و دیگران، «قسمت چهارم»، کلاه‌قرمزی ۹۰.
13. 1 2 3 4  روزبان و  فنی‌زاده، «بعد از کلاه‌قرمزی فامیل دور را…»، مهر.
14. 1 2  مهاجر و  محبوب، «کلاه‌قرمزی و پسرخاله شناسنامه دارند»، جام‌جم.
15. 1 2 3 4 5 6  لقمانیان، «شب‌ها خواب فامیل دور را می‌دیدم»، جام‌جم.
16. ↑  لقمانیان، «فامیل دور زخمی شد»، جام‌جم آنلاین.
17. ↑  «فامیل دور» کلاه‌قرمزی گوی سبقت را ربود.